# Parque tecnológico

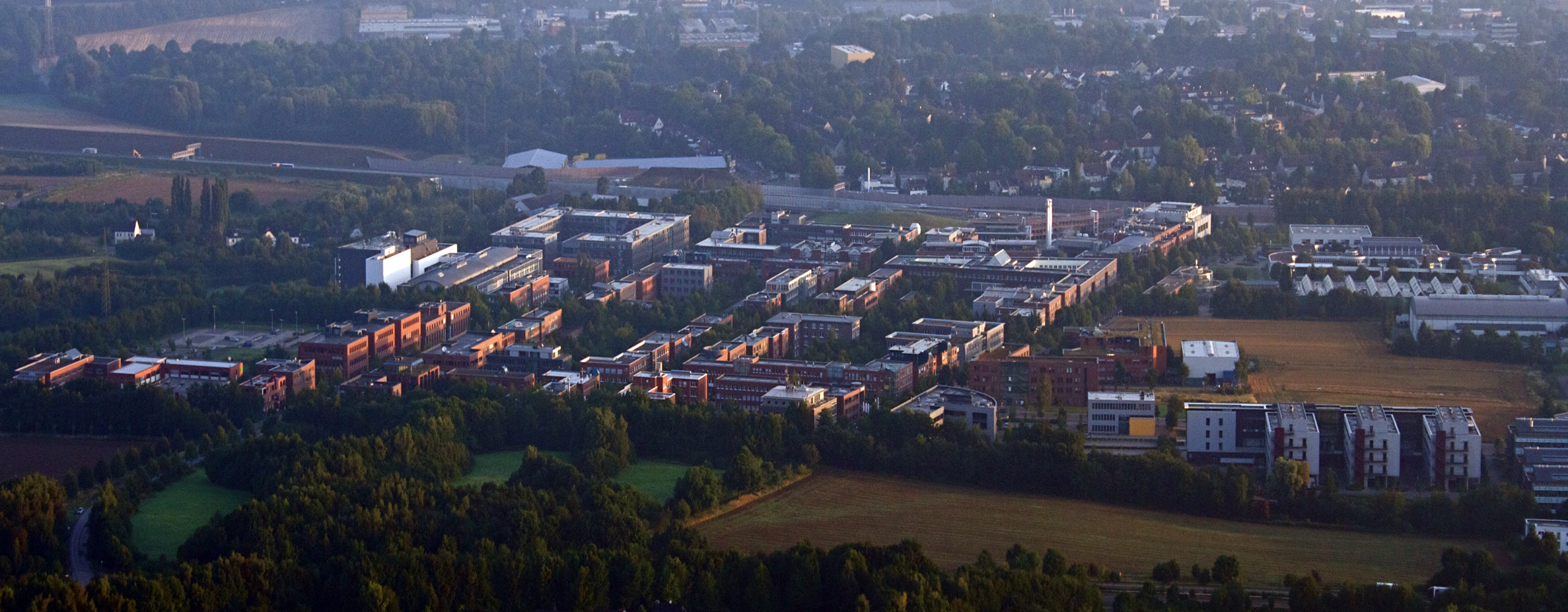
Vista aérea do parque tecnológico de Dortmund, Alemanha.

Um parque tecnológico é uma concentração geográfica de empresas, instituições de ensino, incubadoras de negócios, centros de pesquisa e laboratórios que criam um ambiente favorável à inovação tecnológica. À medida que passam a compartilhar do mesmo ambiente, empresas, universidades, centros de pesquisa e investidores, geram benefícios econômicos em comum e para a comunidade, são ambientes quando consolidados oferecem excepcional qualidade de desenvolvimento urbano, permitindo a geração de polos de desenvolvimento social e econômico. 

## História
Mais da metade dos parques tecnológicos existentes no mundo foi criada na década de 1990 até a virada do século.
Somente recentemente as políticas que fortalecem e promovem a integração entre a ciência, os governos e a iniciativa privada foram realmente reestruturadas, fazendo com que parques tecnológicos passassem a ter grande importância no desenvolvimento dos países.

## Definição
Um parque tecnológico compreende uma área física delimitada, convenientemente urbanizada, destinada às empresas intensivas em tecnologia que se estabelecem próximas às universidades com o objetivo de aproveitarem a capacidade científica e técnica dos pesquisadores e seus laboratórios.
É uma organização administrada por profissionais especializados que têm por objetivo proporcionar para a sua comunidade a promoção da cultura da inovação e competitividade de suas empresas e instituições de pesquisa. Para alcançar estes objetivos um parque deve estimular e gerenciar o fluxo de conhecimento e tecnologia entre as universidades, centros de P&D, empresas e seus mercados, facilitando a criação e consolidação de EBT´S através da incubação e processo de "spin-off", além de prover outros valores agregados com espaço de qualidade e infra-estrutura.
A definição é longa e também ampla o suficiente para contemplar parques tecnológicos, tecnópolis, que podem ser consideradas variações do conceito adotado. Há também a preocupação com a geração de sinergia entre os diversos atores, identificação das vocações locais e regionais buscando a viabilidade econômica e tecnológica.
A disponibilidade de um local físico não é suficiente para o sucesso do empreendimento. A identificação de pessoal capacitado, a existência de investimentos públicos e privados, a produtividade científica e tecnológica, estabelecimento de parcerias estratégicas regionais e nacionais são alguns dos fatores que devem ser observados, considerando o alto potencial de geração de empregos.